# 喜烙
喜烙是台灣原住民阿美族的一種傳統菜餚，以生的豬肉或其他肉類加鹽醃漬而成，泰雅族的類似的菜餚稱作得麼面。

## 製作
各地區的做法略有不同，一般選用較肥的豬肉製作。在台東海岸地區會先以粗盬醃過，花東縱谷則加入蒸過的糯米，一週後倒掉血水重新加鹽和米酒醃漬，一個月後完成。在花蓮的做法則保留較多湯水。

## 吃法
可以直接切片生食，或是煎熟。常搭配米飯食用。

## 現代轉變
在2021年的台東慢食節上，有阿美族青年將喜烙融合日本料理，做成炙燒握壽司。
一些原住民餐廳中的「鹹豬肉」可能也是源自喜烙。